# شتيفان كامبو
شتيفان كامبو (16 ديسمبر 1908 – 18 يوليو 1990) لاعب كرة قدم تشيكوسلوفاكي راحل كان يجيد اللعب في خط الوسط .
لعب طوال مسيرته الرياضية في أندية دونوستادت (1921-1923)، ليغيتي (1923-1927)، تشسشك براتيسلافا (1927-1929)، تيبليتزر (1929-1930)، سلافيا براغ (1931-1936)، باتا زلين (1937-1938)، وتشيدينيتسه (1938-1939).
مثل منتخب تشيكوسلوفاكيا 22 مباراة (1932-1935). شارك مع منتخب تشيكوسلوفاكيا في بطولة كأس العالم 1934 في إيطاليا حيث احتل المركز الثاني.
قام بتدريب أندية منتخب سلوفاكيا (19239-1945) تشيكوسلوفاكيا (1949) فيتكوفيكي تشيليزارني (1949-1952) فوروارتس برلين (1959-1962) براغ سيدني (1964-1966) لوكوموتيفا كوشيتسه (1966-1968) سبارتا براغ (1975-1976).

## وصلات خارجية
- شتيفان كامبو على موقع الاتحاد الدولي (مؤرشف)  (الإنجليزية)
- شتيفان كامبو على موقع الاتحاد التشيكي (الإنجليزية)
- شتيفان كامبو على موقع قاعدة بيانات كرة القدم.إي يو (الإنجليزية)
- شتيفان كامبو على موقع ناشيونال فوتبول تيمز (الإنجليزية)
- شتيفان كامبو على موقع عالم كرة القدم.نت (الإنجليزية)
- سيرة ذاتية